# Dentífric d'elefant

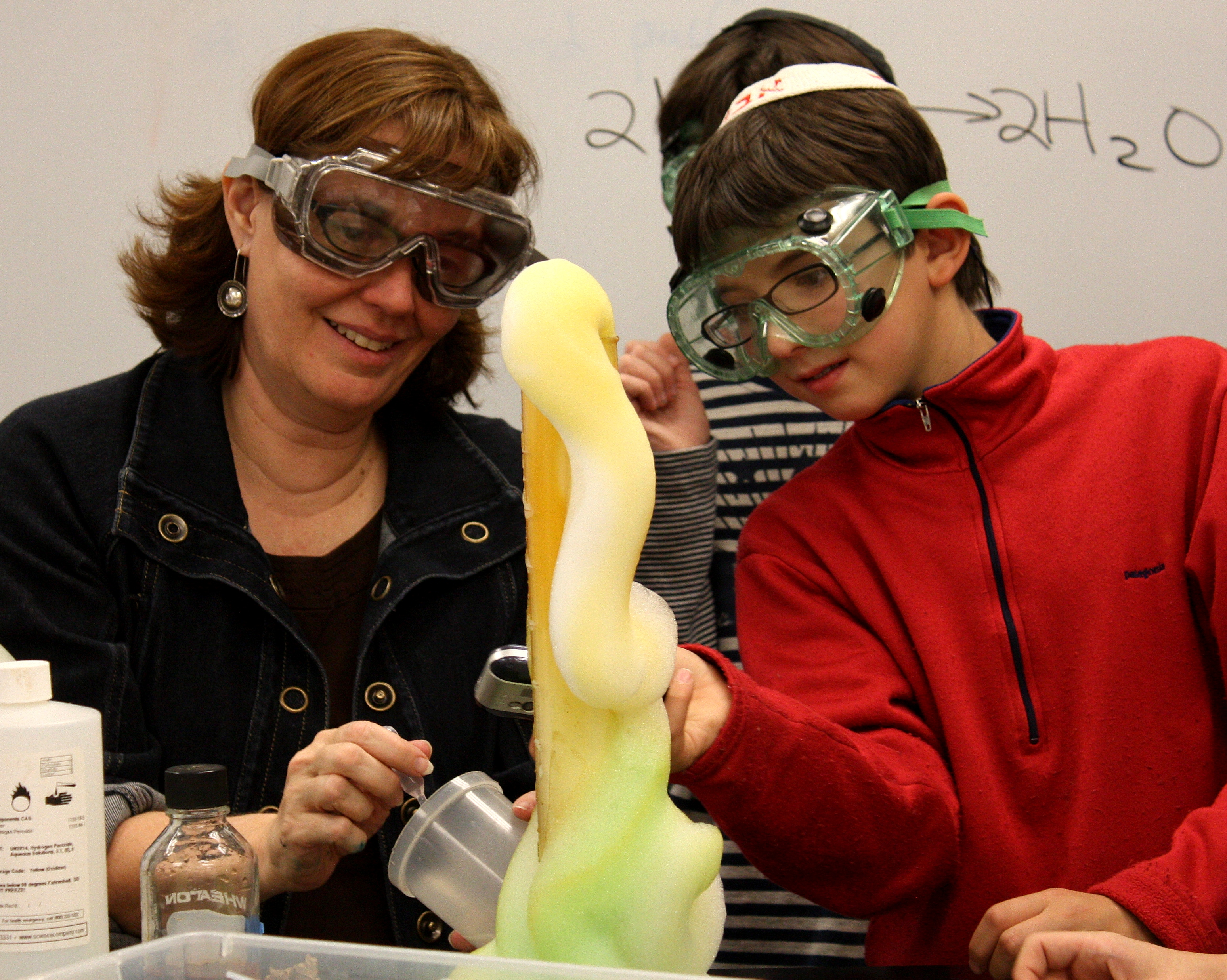

El dentífric d'elefant és una substància escumosa causada per la descomposició ràpida de peròxid d'hidrogen mitjançant iodur de potassi o llevat i aigua tèbia com a catalitzador. Com de ràpidament la reacció procedeixi dependrà en la concentració de peròxid d'hidrogen.
Com que requereix només un número petit d'ingredients i fa un "volcà d'escuma", és un experiment popular en l'àmbit escolar o en festes; l'experiment és també conegut com l'"experiment marshmallow", però no està relacionat amb l'experiment psicològic (experiment del núvol) .

## Explicació

### Descripció
Aproximadament 50 ml de peròxid d'hidrogen concentrat (>30%) es barregen primerament amb sabó líquid o detergent. Llavors, un catalitzador, sovint uns 10 ml de solució de iodur de potassi o catalasa del llevat de forner, s'afegeix per fer descompondre el peròxid d'hidrogen molt de pressa. El peròxid d'hidrogen se separa en oxigen i aigua. Com que una quantitat petita de peròxid d'hidrogen genera un volum gran d'oxigen, l'oxigen empeny ràpidament cap a fora del recipient. L'aigua sabonosa atrapa l'oxigen, creant bombolles, i es converteix en escuma. Aproximadament 5-10 gotes de colorant alimentari també es podrien afegir abans del catalitzador per dramatitzar l'efecte.

### Explicació química
Aquest experiment mostra la descomposició catalitzada del peròxid d'hidrogen. El peròxid d'hidrogen (H₂O₂) es descompon en aigua i oxigen en forma de gas, el qual és en la forma d'escuma, però normalment la reacció és massa lenta per ser fàcilment percebuda o mesurada:
{\displaystyle {\ce {2H2O2 -> 2H2O + O2 ^}}}
En condicions normals, aquesta reacció té lloc molt a poc a poc, per tant s'afegeix un catalitzador per accelerar la reacció, que resultarà en formació ràpida d'escuma. L'ió de iodur del iodur del potassi actua com a catalitzador i accelera la reacció a la vegada que queda químicament inalterat en el procés de reacció. L'ió de iodur canvia el mecanisme pel qual la reacció ocorre:
{\displaystyle {\begin{array}{llllll}{\ce {H2O2}}&+\ {\ce {I-}}&{\ce {->H2O}}&+\ {\ce {IO-}}\\{\ce {H2O2}}&+\ {\ce {IO-}}&{\ce {->H2O}}&+\ {\ce {O2 ^}}&+\ {\ce {I-}}\\\hline {\ce {2H2O2}}&&{\ce {->2H2O}}&+\ {\ce {O2 ^}}&&\Delta _{\mathrm {r} }H^{\circ }=-196{\text{ kJ/mol}}\end{array}}}
La reacció és exotèrmica; l'escuma que es produeix és calenta. Una fèrula brillant es pot utilitzar per mostrar que el gas produït és oxigen.
L'índex de formació d'escuma mesurat en volum per unitat de temps té una correlació positiva amb la concentració de peròxid (v/V%), el qual significa que com més reactants hi ha (concentració de peròxid) més ràpid és l'índex de formació d'escuma.

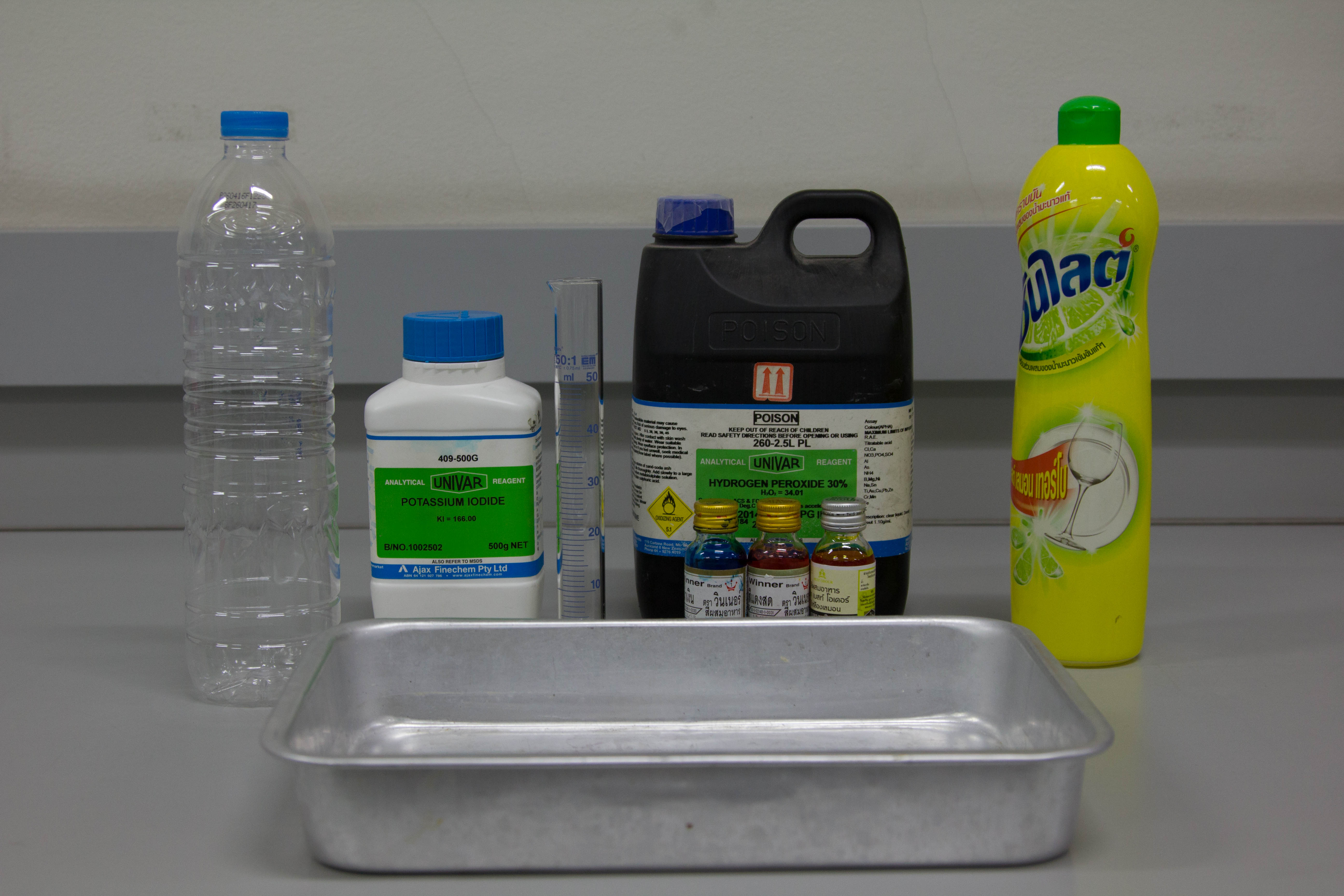
Materials per l'experiment